# Czawdar (schronisko)
Czawdar (bułg. Чавдар) – schronisko turystyczne w Starej Płaninie w Bułgarii.
Znajduje się na Wichruszkich polanach, na zachód od Baby (1787 m n.p.m.). Jest dwupiętrowym budynkiem o pojemności 45 miejsc z wewnętrznymi wspólnymi łazienkami i toaletami. Budynek ma dostęp do bieżącej wody, centralnego ogrzewania i jest zelektryfikowany. Dysponuje kuchnią turystyczna i jadalnią. Schronisko jest na trasie europejskiego długodystansowego szlaku pieszego E3 ( Kom - Emine).
Sąsiednie obiekty turystyczne:
- schron turystyczny Witinia – 4 godz.
- schronisko Murgana – 4 godz.
- schronisko Rudinata – 5 godz.

Szlaki są znakowane.
Punkty wyjściowe:
- dworzec kolejowy w Bunowie – 2,30 godz. znakowanym szlakiem
- Styrgeł – 3,30 godz droga gruntową i częściowo znakowanym szlakiem do głównego grzbietu
- Etropole – 4 godz. znakowanym szlakiem
- Mirkowo – 4 godz. znakowanym szlakiem